# Резидентура
Резидентура — заграничное учреждение органа внешней разведки.
Достоверных сведений о структуре и составе резидентур СВР в открытой печати не найдено.  С некоторой степенью допустимости можно использовать данные о структуре резидентур ПГУ КГБ СССР, с допуском на современные изменившиеся условия.

## Виды резидентур СВР

### «Легальные» резидентуры СВР за рубежом
«Легальные» резидентуры СВР действуют под прикрытием официальных российских загранучреждений (посольств, консульств, торговых представительств, представительств России в международных организациях и т. п.). Несмотря на закрытие большого количества легальных резидентур в 1990 годы (в основном в небольших странах, где у России не было жизненно важных интересов — общее количество закрытых резидентур по отдельным источникам оценивалось на уровне 40 %), эта форма загранаппарата остается на вооружении СВР.
Профессиональный жаргонный термин «легальные» здесь понимается в специфическом разведывательном смысле. Он вовсе не означает правомочности (легальности) действий подобных подразделений разведки на территории иностранных государств, ибо шпионаж повсюду в мире является противозаконной и юридически преследуемой деятельностью. Он означает, что такие резидентуры (существование и деятельность которых официально отрицается и скрывается) привязаны к легальным представительствам России за рубежом.
Учреждение или организация прикрытия на профессиональном жаргоне разведки называется «крышей», а оперативный сотрудник СВР, работающий там — «крышевиком».
«Легальные» резидентуры СВР под прикрытием российских загранучреждений находятся под неусыпным контролем и наружным наблюдением контрразведок стран пребывания.  Поэтому никаких по-настоящему серьёзных мероприятий с их базы не осуществляется.  С позиции легальных резидентур можно проводить черновую работу, отслеживание контрразведывательного режима страны пребывания, включая отвлечение на себя ограниченных ресурсов контрразведок от реальной работы нелегальных резидентур и учреждений нетрадиционных прикрытий, а также работу с открытыми источниками и официальными связями. Однако наличие дипломатического иммунитета продолжает оставаться серьёзным подспорьем в разведывательной деятельности. Судя по всему, в настоящее время легальные резидентуры служат своего рода координационным штабом.

### «Нелегальные» резидентуры СВР за рубежом
«Нелегальные» резидентуры являются автономными структурными единицами, действующими под глубокими прикрытиями, не имеющими никакой видимой связи с российскими загранучреждениями. Несмотря на сильную уязвимость в случае провала, «нелегальные» резидентуры остаются самой подходящей формой загранучреждений разведки с точки зрения возможности выполнения ими самых ответственных заданий руководства (с количественной точки зрения не очень значительных).

### Новые и нетрадиционные виды резидентур СВР
Нетрадиционные прикрытия являются своего рода гибридом между классическими «легальными» и «нелегальными», сочетая в себе преимущества обеих форм.
После распада СССР с его специфической идеологией и официальных структур КГБ СССР, скомпрометировавших себя, открылись границы России для международных обменов. В результате чего, значительно возросло количество российских граждан, постоянно проживающих за границей или регулярно выезжающих за рубеж. «Русская» диаспора (включая выходцев из союзных республик бывшего СССР) оценивается в 3-4 миллиона человек в США, в 2-3 миллиона — в Германии, порядка миллиона в Израиле.  Понятно, что такая вербовочная база позволила СВР полностью перестроить свою разведдеятельность. Зачастую важно даже не число иммигрантов, а их качество. Так русская диаспора в Лондоне количественно оценивается всего в 300 тысяч человек, но среди них — люди очень влиятельные и богатые. Выходцы из СССР в Израиле играют серьёзную роль в государственной политике, представлены в парламенте (кнессете), правительстве и на министерском уровне. Регулярно проходит информация об использовании в разведцелях заграничных структур, монастырей и зарубежных епархий Московской патриархии, которые неуклонно увеличивают своё присутствие за границей.
Понятно, что в таком огромном контингенте разбросанных по всему миру выходцев из бывшего СССР можно эффективно и легко запрятать несколько тысяч оперативных сотрудников разведки.  Многочисленные окологосударственные ассоциации соотечественников, отлично организованные и структурированные религиозные общины, магазинчики, галереи, рестораны и центры «культурного сотрудничества», загранструктуры Торгово-промышленной палаты — вот далеко не полный список потенциальных новых учреждений прикрытия для СВР. В целом можно смело оценивать долю, выпадающую на все эти новые и «нетрадиционные» прикрытия разведки, на уровне 80-90 %.

## Структура резидентур
Довольно хорошо известна структура резидентур органов внешней разведки СССР: ПГУ КГБ СССР и ГРУ ГШ ВС СССР (довольно подробно структура и работа резидентур ГРУ описана в книге Виктора Суворова «Аквариум», а также в его же не издававшейся на русском языке книге «Внутри советской военной разведки». Можно предположить, что структура резидентур современных СВР и ГРУ аналогична, с учётом отдельных изменений в направлениях и целях разведдеятельности в современный период.
Структура резидентур КГБ СССР в меньшем масштабе воспроизводила структуру центрального аппарата внешней разведки — ПГУ.
В крупных резидентурах различным направлениям разведывательной деятельности соответствовали так называемые «линии»:
- Линия «ПР» — политическая разведка (географические отделы центрального аппарата)
- Линия «X» — научно-техническая разведка (управление «Т» центрального аппарата)
- Линия «Н» — нелегальная разведка (управление «С» центрального аппарата)
- Линия «КР» — внешняя контрразведка (управление «К» центрального аппарата)

Резидентуру возглавлял резидент. В отдельных странах (США) должность резидента была генеральской. Как правило, руководитель «легальной» резидентуры официально занимает одну из высокопоставленных посольских должностей (дипломатическое прикрытие) и имеет дипломатический иммунитет.
В крупных резидентурах у резидента могло быть несколько заместителей по линиям разведработы.
Резидентуры КГБ СССР и ГРУ были оборудованы специальными помещениями, защищенными от прослушивания и иного тайного проникновения спецслужб противника, а также шифровальной и радиопередающей техникой для кодированной передачи сообщений в Центр (центральный аппарат разведки в Москве).